# Акбелский сельский округ
Акбе́лский се́льский окру́г (каз. Ақбел ауылдық округі, ранее — Пу́шкинский сельсове́т) — административная единица в составе Бухар-Жырауского района Карагандинской области Казахстана. Административный центр — село Акбел.

## Состав
| № | Населённый пункт | Тип населённого пункта       | Код КАТО  | Географические координаты       | Население, чел. (2021 г.) |
| - | ---------------- | ---------------------------- | --------- | ------------------------------- | ------------------------- |
| 1 | Акбел            | село, административный центр | 354073100 | 50°17′07″ с. ш. 73°47′51″ в. д. | ↘458                      |
| 2 | Алабас           | село                         | 354073200 | 50°22′56″ с. ш. 73°48′16″ в. д. | ↘27                       |
| 3 | Курама           | село                         | 354073300 | 50°15′33″ с. ш. 73°54′47″ в. д. | ↘150                      |

## Население
| Численность населения | Численность населения | Численность населения | Численность населения |
| 1989                  | 1999                  | 2009                  | 2021                  |
| --------------------- | --------------------- | --------------------- | --------------------- |
| 1952                  | ↘1466                 | ↘880                  | ↘635                  |